# Kaabu

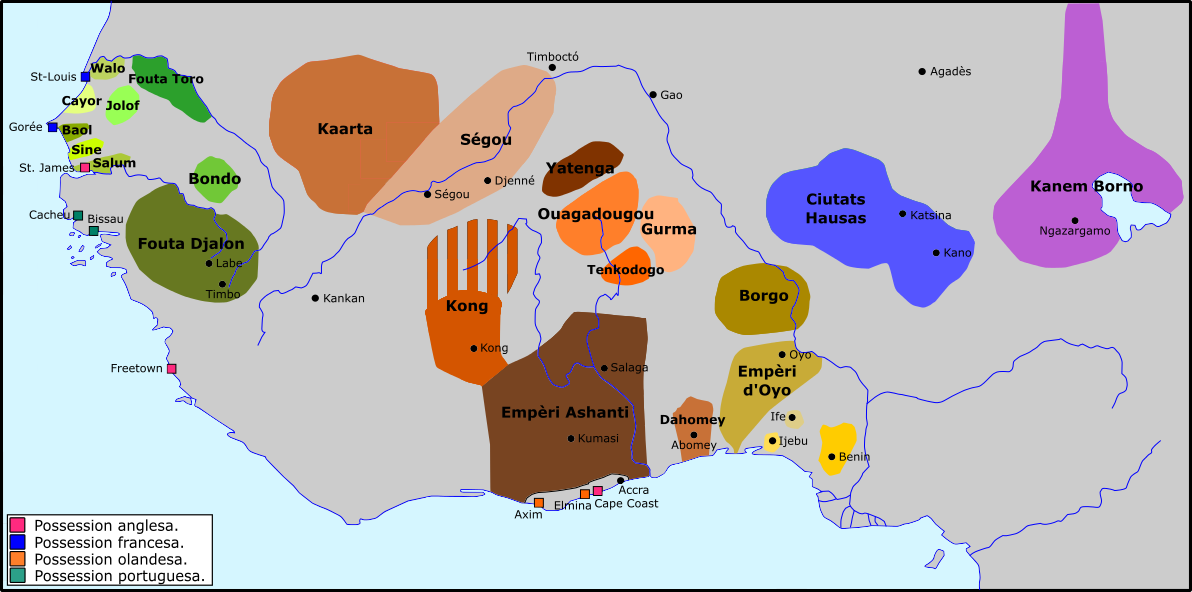
Västafrika under 1700-talet.

Kaabu var en historisk stat som låg i nuvarande Guinea-Bissau, Gambia och Senegal mellan 1537 och 1867, med huvudstad i Kansala.
Det var en federation av Mandinkastater. 
Det uppgick i Portugisiska Guinea, Imamatet Futa Jallon (1725–1912) och Fuladu (1867–1903).